# Lexus LX
A Lexus LX egy szabadidő-autó (SUV), amelyet a japán Lexus cég gyárt 1995 óta. Összesen 3 generációja van.

## Generációi

### J80 (1995–1998)

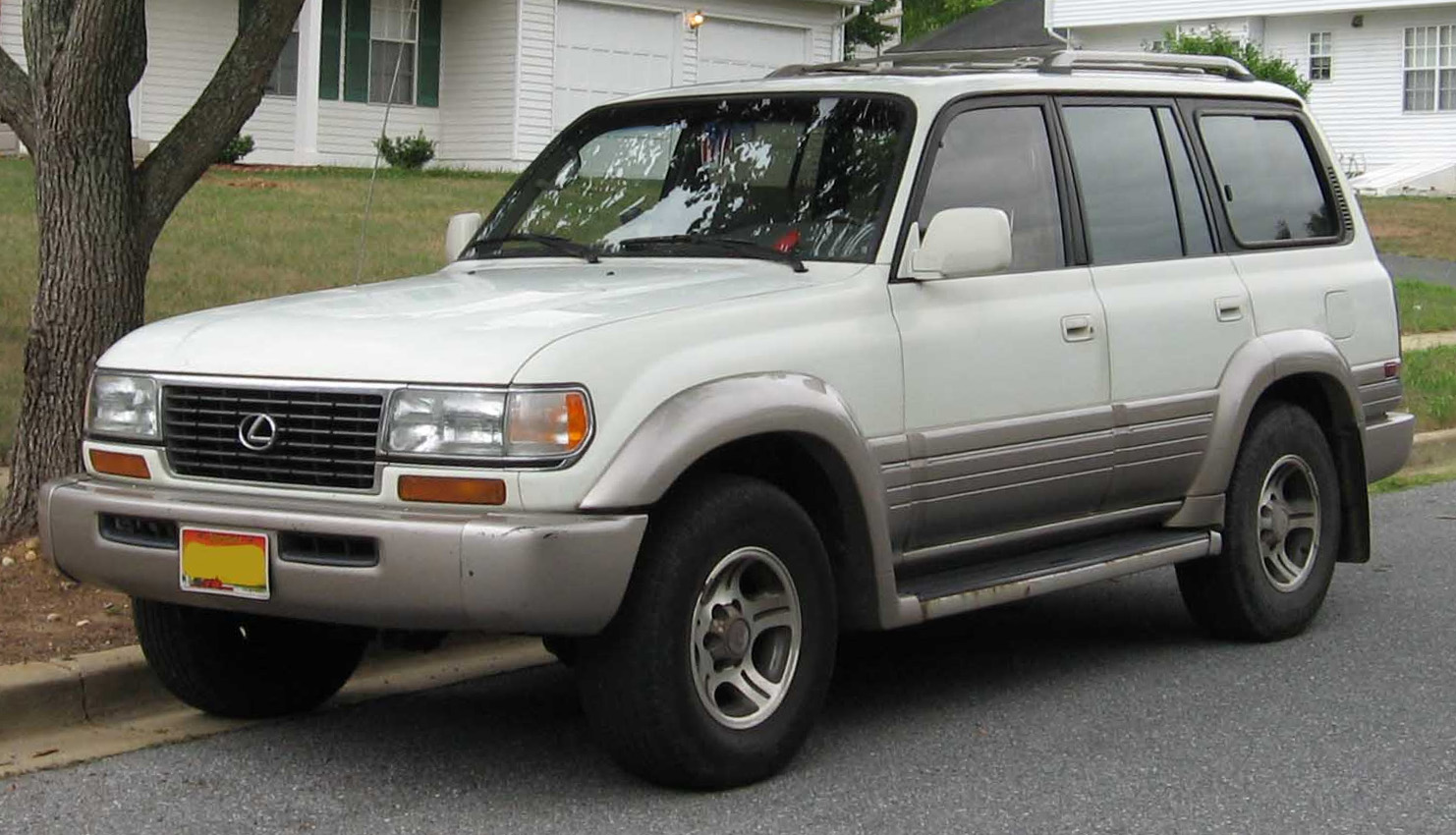
Lexus LX 1995–1998

A J80 az első generáció. A gyár 1995-től 1998-ig készítette a modelleket.

### J100 (1998–2007)

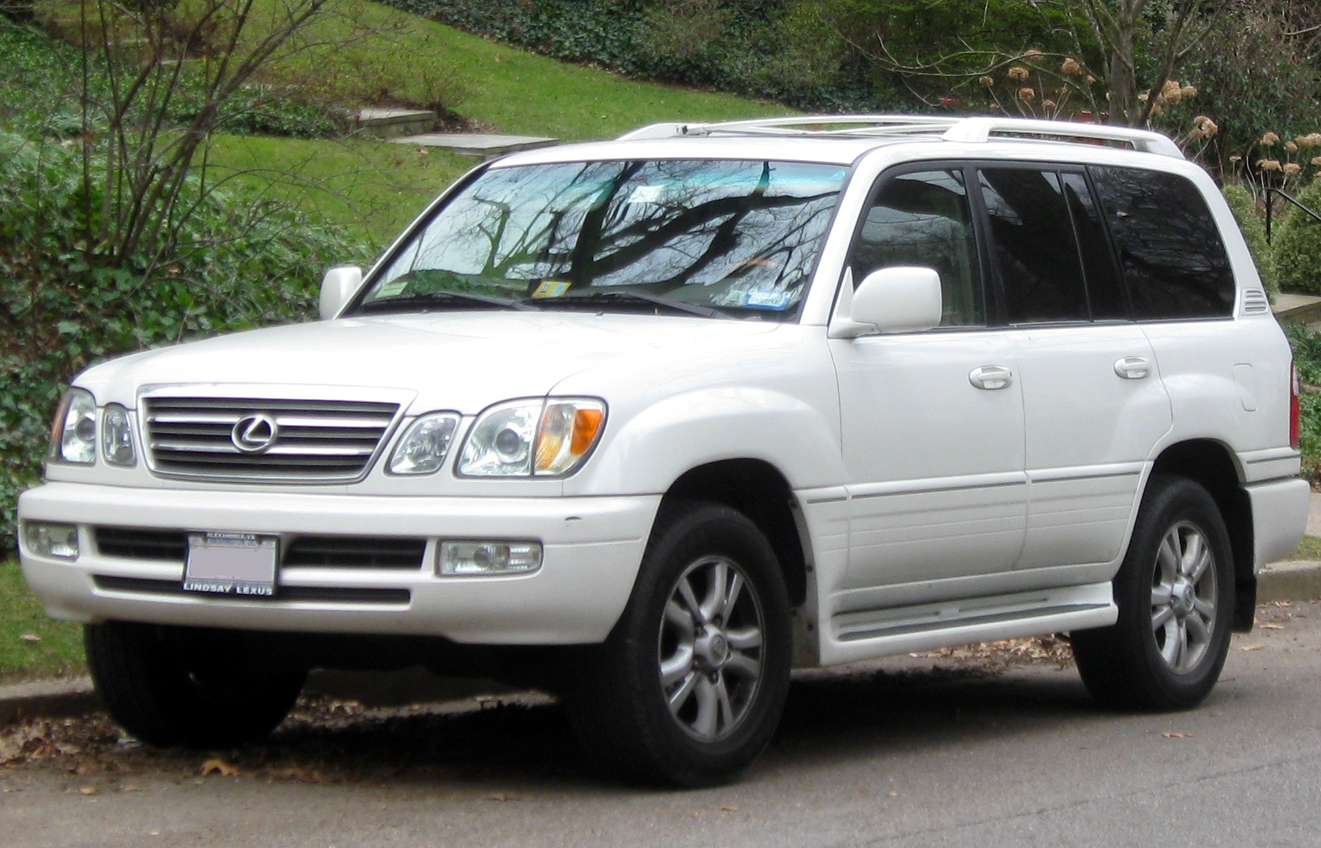
Lexus LX 1998–2007

A J100 a második generáció. A gyár 1998-tól 2007-ig készítette a modelleket. 2002-ben és 2005-ben módosították a karosszériát.

### J200 (2007-től)

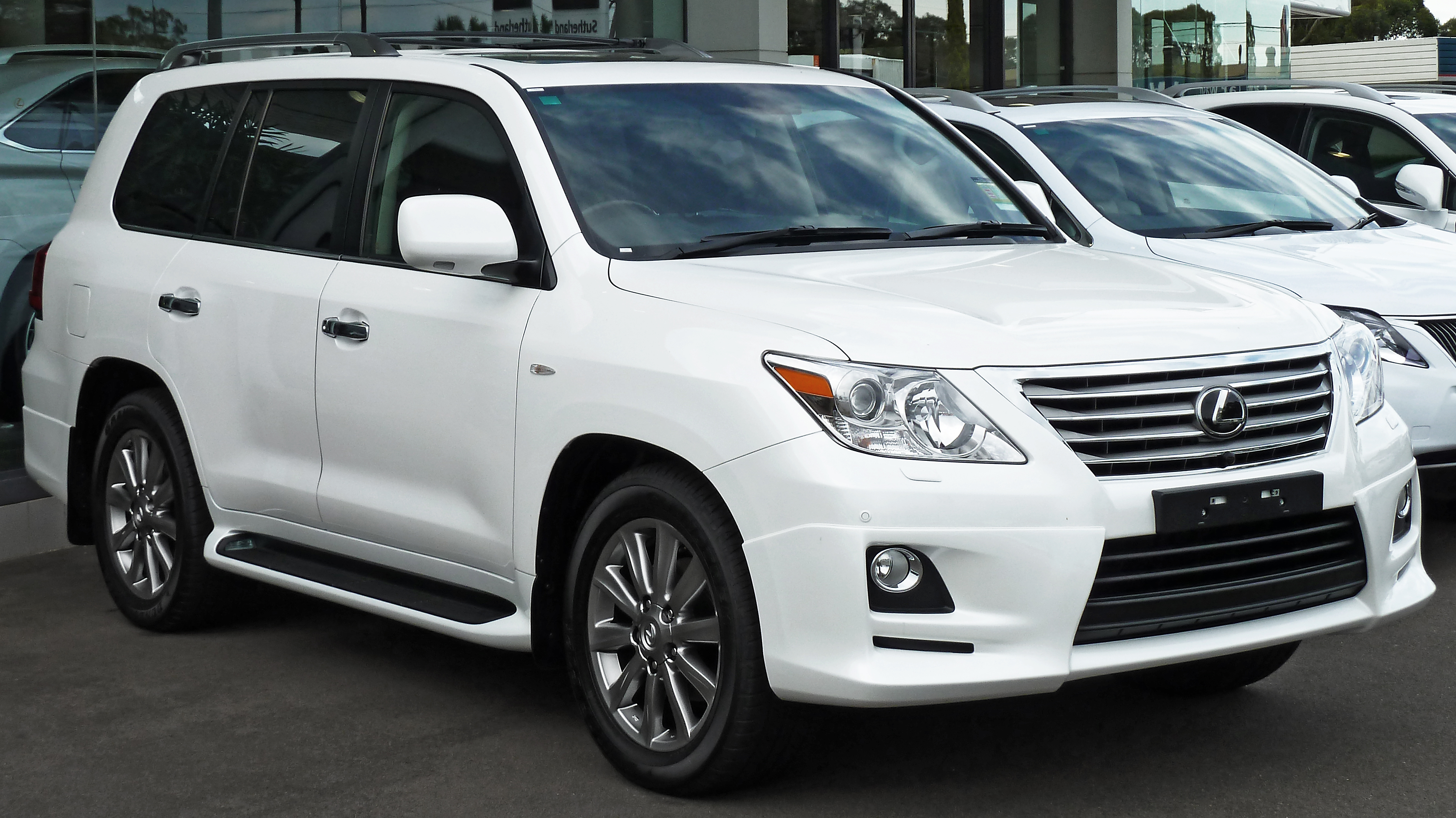
Lexus LX 2007-től

A J200 a harmadik generáció. A gyár 2007-től készíti a modelleket. 2010-ben, 2012-ben és 2015-ben módosították a karosszériát.

## Fordítás
- Ez a szócikk részben vagy egészben  a   Lexus LX című angol Wikipédia-szócikk fordításán alapul.  Az eredeti cikk szerkesztőit annak laptörténete sorolja fel. Ez a jelzés csupán a megfogalmazás eredetét és a szerzői jogokat jelzi, nem szolgál a cikkben szereplő információk forrásmegjelöléseként.